# Pasar Simpang Tiga
Pasar Simpang Tiga is een bestuurslaag in het regentschap Bener Meriah van de provincie Atjeh, Indonesië. Pasar Simpang Tiga telt 709 inwoners (volkstelling 2010).